# Ogawa-Integral
Das Ogawa-Integral (auch nicht-kausales stochastisches Integral) ist ein stochastischer Integralbegriff für nicht-adaptierte Prozesse als Integranden. Um den entsprechenden Kalkül von dem des Skorochod-Integrals zu unterscheiden, spricht man vom nicht-kausalen Kalkül beim Ogawa-Integral und vom vorwegnehmenden (englisch anticipating) Kalkül beim Skorochod-Integral. Mit dem Begriff Kausalität meint man hier die Adaptiertheit an die natürliche Filtration des Wiener-Prozesses und dessen physikalische Interpretation. Ein nicht-adaptierter Prozess kann zu einem fixen Zeitpunkt auch von den zukünftigen Realisationen des Wiener-Prozesses abhängen. Ein anschauliches Beispiel für letzteres aus der Finanzmathematik wäre der Insiderhandel. Der Trader weiß im Voraus, wohin sich der Wiener-Prozess bewegt. Ein weiteres Beispiel wäre das Integral
{\displaystyle \int _{0}^{1}W_{1}dW_{t},}
wobei {\displaystyle (W_{t})_{t\in [0,1]}} der Wiener-Prozess ist. Dies ist kein Itō-Integral, da der Integrand dem Integrator voraus ist und somit nicht an seine Filtration adaptiert sein kann.
Das Integral wurde 1979 von dem japanischen Mathematiker Ogawa Shigeyoshi eingeführt.

## Ogawa-Integral
Sei
- {\displaystyle (\Omega ,{\mathcal {F}},P)} ein Wahrscheinlichkeitsraum,
- {\displaystyle W=(W_{t})_{t\in [0,T]}} ein eindimensionaler Standard-Wienerprozess mit {\displaystyle T\in \mathbb {R} _{+}},
- {\displaystyle {\mathcal {F}}_{t}^{W}=\sigma (W_{s};0\leq s\leq t)\subset {\mathcal {F}}} und {\displaystyle \mathbf {F} ^{W}=\{{\mathcal {F}}_{t}^{W},t\geq 0\}} die natürliche Filtration,
- {\displaystyle {\mathcal {B}}([0,T])} die borelsche σ-Algebra,
- {\displaystyle \int f\;dW_{t}} ist das Itō-Integral (resp. Wiener-Integral),
- {\displaystyle dt} das Lebesgue-Maß.

Mit {\displaystyle \mathbf {H} } bezeichnen wir die Menge der reellwertigen Prozesse {\displaystyle X\colon [0,T]\times \Omega \to \mathbb {R} }, welche  {\displaystyle {\mathcal {B}}([0,T])\times {\mathcal {F}}}-messbar und fast sicher in {\displaystyle L^{2}([0,T],dt)} sind, das bedeutet
{\displaystyle P\left(\int _{0}^{T}|X(t,\omega )|^{2}dt<\infty \right)=1.}

### Ogawa-Integral
Sei {\displaystyle \{\varphi _{n}\}_{n\in \mathbb {N} }} eine vollständige Orthonormalbasis des Hilbert-Raumes {\displaystyle L^{2}([0,T],dt)}.
Ein  Prozess {\displaystyle X\in \mathbf {H} } heißt {\displaystyle \varphi }-integrierbar, falls die zufällige Reihe
{\displaystyle \int _{0}^{T}X_{t}d_{\varphi }W_{t}:=\sum \limits _{n=1}^{\infty }\left(\int _{0}^{T}X_{t}\varphi _{n}(t)dt\right)\int _{0}^{T}\varphi _{n}(t)dW_{t}}
in Wahrscheinlichkeit konvergiert. Wir nennen dieses Summe das Ogawa-Integral bezüglich der Basis {\displaystyle \{\varphi _{n}\}}.
Falls {\displaystyle X} bezüglich jeder vollständigen Orthonormalbasis von {\displaystyle L^{2}([0,T],dt)} {\displaystyle \varphi }-integrierbar ist und die Werte der Integrale übereinstimmen, dann nennt man {\displaystyle X} universell Ogawa-integerierbar (oder u-integrierbar).
Das Ogawa-Integral kann auch bezüglich allgemeineren {\displaystyle L^{2}(\Omega ,P)}-Prozessen {\displaystyle Z_{t}} (wie zum Beispiel der gebrochenen Brownschen Bewegung) gebildet werden
{\displaystyle \int _{0}^{T}X_{t}d_{\varphi }Z_{t}:=\sum \limits _{n=1}^{\infty }\left(\int _{0}^{T}X_{t}\varphi _{n}(t)dt\right)\int _{0}^{T}\varphi _{n}(t)dZ_{t},}
sofern die Integrale
{\displaystyle \int _{0}^{T}\varphi _{n}(t)dZ_{t}}
definiert sind.

#### Erläuterungen
- Die Konvergenz der Reihe hängt von der Wahl der Orthonormalbasis sowie von der Reihenfolge der Basis ab.
- Es existieren verschiedene äquivalente Definition, welche sich in ([3]) finden lassen. Eine Möglichkeit ist unter Verwendung des Satzes von Itō-Nisio.

#### Regularität der Orthonormalbasis
Eine Orthonormalbasis {\displaystyle \{\varphi _{n}\}_{n\in \mathbb {N} }} heißt regulär, falls
{\displaystyle \sup \limits _{n}\int _{0}^{T}\left(\sum \limits _{i=1}^{n}\varphi _{i}(t)\int _{0}^{t}\varphi _{i}(s)ds\right)^{2}dt<\infty .}
Der Ausdruck in der Klammer muss also für alle {\displaystyle n} eine endliche {\displaystyle L^{2}([0,T],dt)}-Norm besitzen.
Folgende Resultate sind bekannt:
- Jedes Semimartingal (kausal oder nicht) ist genau dann {\displaystyle \varphi }-integrierbar, wenn {\displaystyle \{\varphi _{n}\}} regulär ist.[4]
- Es wurde gezeigt, dass eine nicht-reguläre Basis für {\displaystyle L^{2}([0,1],dt)} existiert.[5]

## Weiterführendes
- Es existiert eine nicht-kausale Itō-Formel[6], eine nicht-kausale Partielle-Integrations-Formel und eine nicht-kausaler Satz von Girsanow[7].
- Das Ogawa-Integral für mehrdimensionale Wiener-Prozesse wird in ([8]) untersucht.

### Beziehungen zu anderen Integralbegriffen
- Stratonowitsch-Integral: Sei {\displaystyle X} ein stetiges {\displaystyle \mathbf {F} ^{W}}-adaptiertes Semimartingal und universell-Ogawa-integrierbar bezüglich des Wienerprozesses, dann existiert auch das Stratonowitsch-Integral und es stimmt mit dem Ogawa-Integral überein.[9]
- Skorochod-Integral: Die Beziehungen zwischen dem Ogawa-Integral und dem Skorochod-Integral werden in ([10]) untersucht.